# 奧匈帝國統治下的波士尼亞和赫塞哥維納
自1878年柏林會議之後，奧匈帝國便佔領了波士尼亞州，並開始統治波士尼亞與赫塞哥維納，而原統治者鄂圖曼土耳其帝國成了僅僅名義上的宗主國。到了1908年，波士尼亞危機爆發，奧匈帝國派兵佔領波士尼亞與赫塞哥維納，並由奧地利和匈牙利雙方共管，开始波士尼亞與赫塞哥維納共管地的時期，一直到第一次世界大戰結束，奧匈帝國戰敗為止。一戰結束後隔年，波赫地區便成了斯洛維尼亞人、克羅埃西亞人和塞爾維亞人國的一部分。

## 歷史

### 共管時期

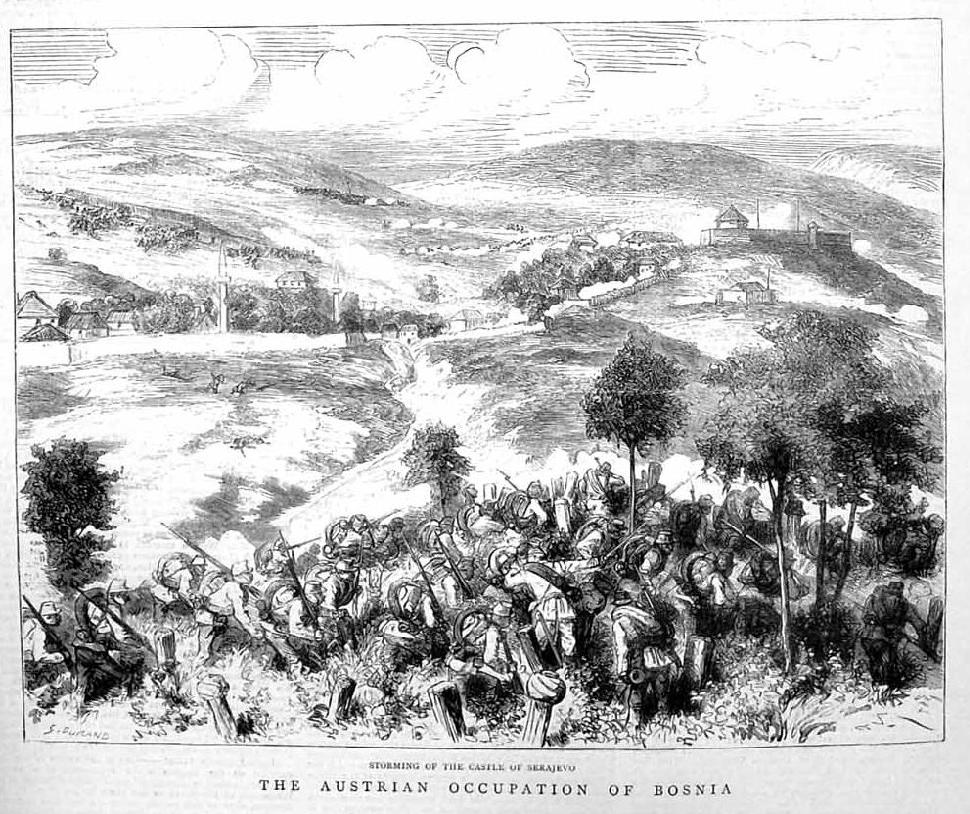
奧匈帝國軍隊入侵塞拉耶佛

在俄土戰爭之後，西方列強在1878年6、7月了舉行柏林會議。由此產生的柏林條約使得波士尼亞和赫塞哥維納名義上仍處於鄂圖曼土耳其帝國的主權之下，但實際上，他被割讓給奧匈帝國，並且擁有實質的管轄權，同時，該國也得到了駐紮新帕扎爾區的權限.。為佔領波士尼亞，奧匈帝國指揮部動用了第6、7、20及28步兵師，總共有士兵82113人，馬13313匹，火砲112門，並由約西普·菲利波維奇將軍指揮。帝國軍隊於1878年7月29日開始進入波士尼亞和赫塞哥維納。全境於同年10月20日，由奧匈完全控制。
在波赫境內的鄂圖曼土耳其帝國軍隊人數達4萬，大砲77門，再加上當地民兵的數量，總共9萬3千人。兩軍於契特盧克、斯托拉茨、利夫諾和克洛布克發生重大衝突。儘管奧匈在馬格拉伊和圖茲拉皆遭擊退，他們仍於1878年10月佔領了塞拉耶佛。奧匈帝國的傷亡人數超過5,000人，這場戰役的意外暴力事件導致指揮官和政治領導人之間的相互指責的發生。由於奧匈帝國意識到他們的佔領將意味著波士尼亞穆斯林將失去基於其在宗教的特權地位，因此他們預計將會有穆斯林抗政的發生。
在奧匈佔領了波赫之後，內部的緊張氣氛仍未立刻改善，尤其是在赫塞哥維納。於1881年通過的徵兵法，引發了一場於1882年1月爆發的武裝起義，該起義於同年3月被鎮壓，其首領被處死，隨後，以穆斯林為主的持不同政見者開始大量地移民。然而，波赫境內很快就達到相對穩定的狀態，奧匈帝國當局得以著手進行一系列的社會和行政改革，旨在讓波士尼亞和赫塞哥維納成為「模範殖民地」。他們為該省建立穩定的政治模式，以消散不斷上升的南斯拉夫民族主義。

### 直轄時期（第一次世界大戰以前）

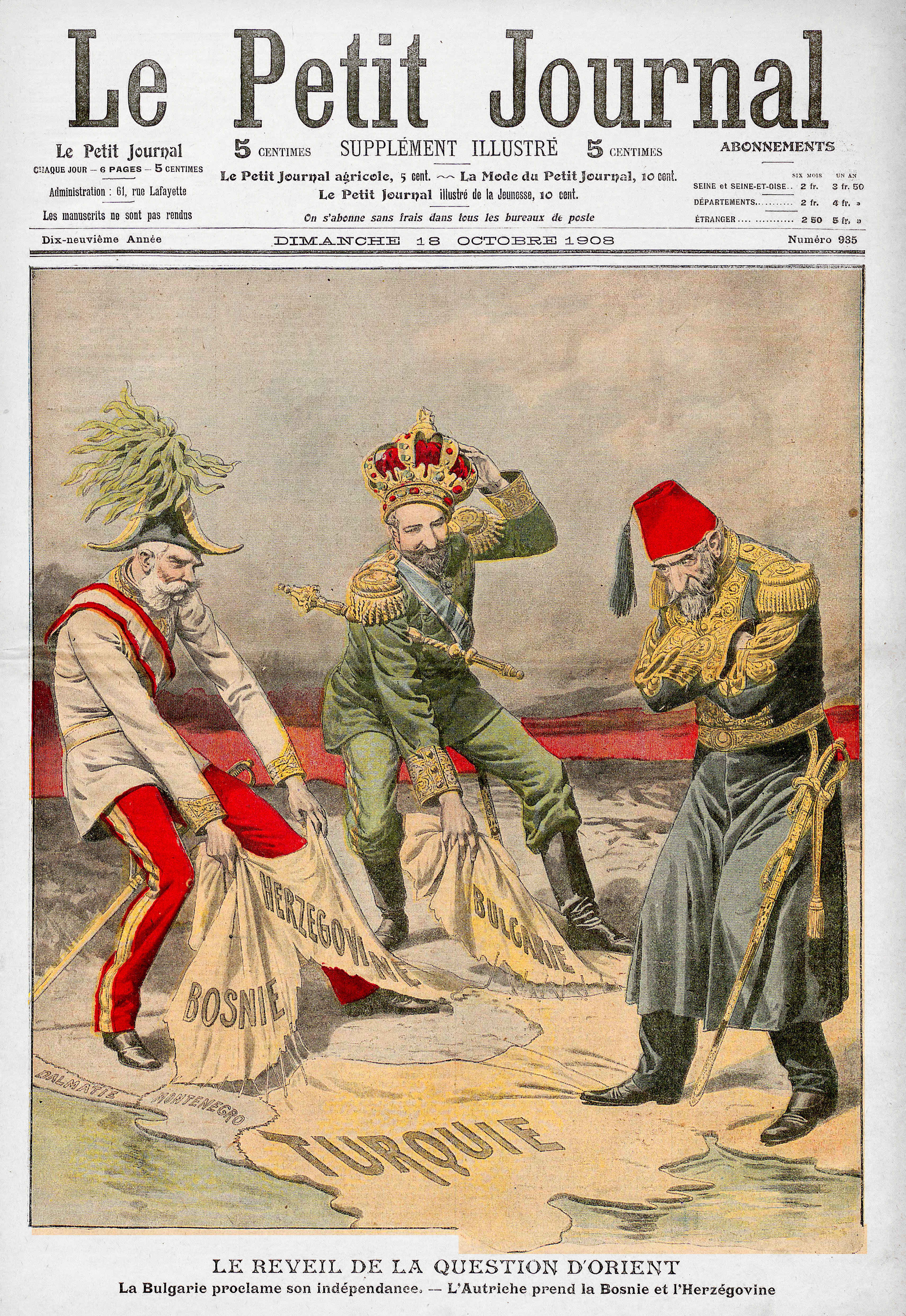
法國《小日報》上的關於波士尼亞危機的插圖: 保加利亞宣布獨立，其王子斐迪南一世以沙皇之姿登基，奧匈帝國的法蘭茨·約瑟夫吞併了波赫，鄂圖曼帝國蘇丹阿卜杜勒·哈米德二世則只能眼睜睜的看著。

1908年10月6日，奧匈帝國皇帝法蘭茲·約瑟夫一世宣布將波赫併入奧匈帝國，並賦予人民自治及憲法權力。這一決定導致了波士尼亞危機的開始，該危機總共涉及了俄羅斯、鄂圖曼帝國、英國、義大利、塞爾維亞、蒙特內哥羅、德國和法國。1909年2月26日，該危機最終解決，當時鄂圖曼帝國承認了奧匈帝國的併吞，並且撤離了新帕扎爾區，作為補償，鄂圖曼帝國得到了來自奧匈帝國的物資補償。至此，波士尼亞和赫塞哥維納正式成為奧匈帝國的主權的一部分。同年3月21日，德國對俄羅斯下達最後通牒，要求之承認奧匈帝國的吞併，而俄羅斯立刻便承認了。在失去了俄羅斯的承認下，塞爾維亞於同月31日承認之，蒙特內哥羅則於4月5日承認之。
該危機最終導致了奧匈與俄羅斯及塞爾維亞的關係惡化。塞爾維亞認為奧匈帝國對波士尼亞的併吞是非法的，導致該國的民族主義情緒日漸高漲，並且在塞爾維亞國內出現了「重新統一」波士尼亞的組織。最終該事件最終導致了塞拉耶佛事件——第一次世界大戰導火線的發生。

### 第一次世界大戰期間
1914年6月28日，塞拉耶佛的加夫里洛·普林齐普開槍殺死了奧匈王儲法蘭茲·斐迪南。在塞拉耶佛事件爆發之後，扎維多維奇、莫斯塔爾、沙馬茨、多博伊等波赫城市隨即爆發反塞族暴亂，後來在約瑟普·法蘭克主持的克羅埃西亞權利黨驅使下，升級成大屠殺。在大屠殺期間，塞爾維亞教堂、東正教聖地和隸屬塞爾維亞公民之財產遭到摧毀。許多塞族人因此成為難民，特別是那些生活在塞爾維亞和蒙特內哥羅邊境沿線的塞族人。
波赫的人民在戰爭期間被投入於第一次世界大戰，然波赫的領土並沒有被跟著拖進戰爭，反而是相對地安然無恙。第一次世界大戰結束後，波赫成為斯洛維尼亞人、克羅埃西亞人和塞爾維亞人國的一部分，隨後又成為南斯拉夫王國的一部分。

## 改革與治理

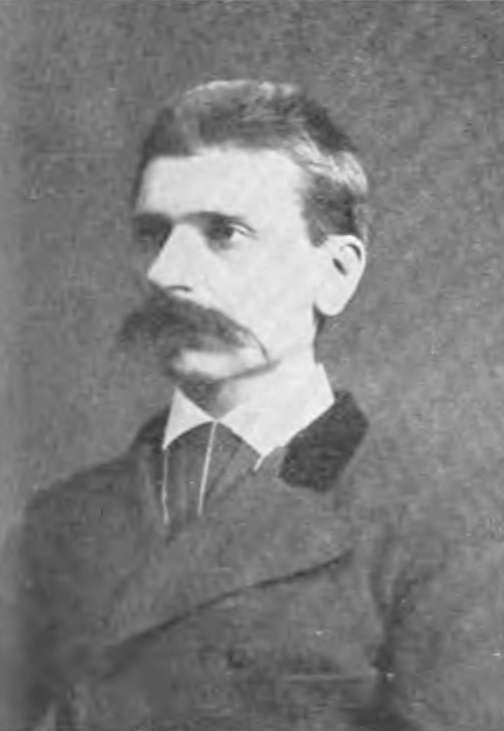
貝尼·卡萊 (Béni Kállay)——負責管理波士尼亞和赫塞哥維納的奧匈帝國財政部長

從波赫被奧匈佔領到被奧匈併吞期間，波士尼亞的國家地位及法律地位可以說是「相當地複雜」：表面上他仍然是鄂圖曼帝國的省分，同時亦為唯一合法的宗主國，然而實際上它是由奧匈帝國所統治的。哈布斯堡君主制正式法律地位領域中，波赫並沒有併入內萊塔尼亞或者外萊塔尼亞的一部分，而是由哈布斯堡皇室所直接統治的直轄帝國，並由奧地利、匈牙利政府代表共同擔任，行政方面則由君主制財政部來執行。波士尼亞的法律體系既不屬奧地利人，也不屬匈牙利人，其居民也沒有因為奧匈的統治而成為奧地利人或匈牙利人的臣民。直到1910年憲法通過之前，該省亦沒有任何自治權，也不能參與君主制行政部門。除此之外，一開始的時候，該直轄政府只有行政、財政和立法三個部門，後來建設、經濟、教育、宗教、技術等部門瑜隨後的碎約中相繼成立。而早在1879年之時，波士尼亞和赫塞哥維納就被奧匈納入其海關系統。
1883年至1903年期間，波赫的總督是奧匈帝國財政部長貝尼·卡萊。即使是他先前即進行的巴爾幹地區外交工作，他也很清楚該省的情況，並立刻制定了專屬波士尼亞和赫塞哥維納的轉型計劃。卡萊的其中一項計畫，便是用現代化的奧地利政府取代封建的土耳其政府。管理、財務和法庭就是按照奧地利當局的例子所編組的。德語成為波士尼亞和赫塞哥維納政府系統的內定官方語言。卡萊還認為，實現其目標的主要工具是受過高等教育且經嚴格挑選的官僚機構。在被驅逐之前的土耳其政府有120名官員，1881年時奧匈帝國就有600名，1897年已經有7378名，而在波士尼亞危機之時，官員人數已經達到了9539名。
後來卡萊的施政逐漸轉向開明專制，即在沒有人民參與的情況下使政府運作，同時根據哈布斯堡君主制的利益和波士尼亞財政擴大的可能性，使波士尼亞更加符合一般帝國的社會經濟條件——這為過渡到併吞之程序奠定基礎。與此同時，卡萊較不願意去改變波赫黑當前的社會結構。
1910年2月17日，波赫擁有了憲法，而根據該憲法，議會與省政府將一起召開。議會是根據相同宗教信仰之互選產生的：東正教代表有31個席位；伊斯蘭教代表有24個；天主教代表則有16個... 公民被提供了最低限度的憲法權利，並逐漸地擴大了由政府提供的立法保障。根據奧匈帝國當局的說法，有限合憲的概念是「基於波赫人民文化落後之邏輯後果」。憲法將原有的公民權利合法化，並進一步指出，在緊急情況下奧匈當局隨時可以限制或廢除這些權利。然而，波士尼亞議會沒有立法主動權，及控制政府的能力。該權力屬於波士尼亞和赫塞哥維納帝國財政部總辦公室所有；而立法權則掌握在皇帝、維也納和布達佩斯的議會以及聯合財政部長手中。該議會只需要提出得到維也納和布達佩斯兩院批准之決定即可。國會對行政機構、國民議會和市議會亦無任何影響，亦無權參與每一項決策，議會只能參與與波赫有關的決定，而關於武裝部隊、商業和交通建設、海關和類似事項的決定則得由維也納和布達佩斯之議來決定。

## 社會經濟與人口分配

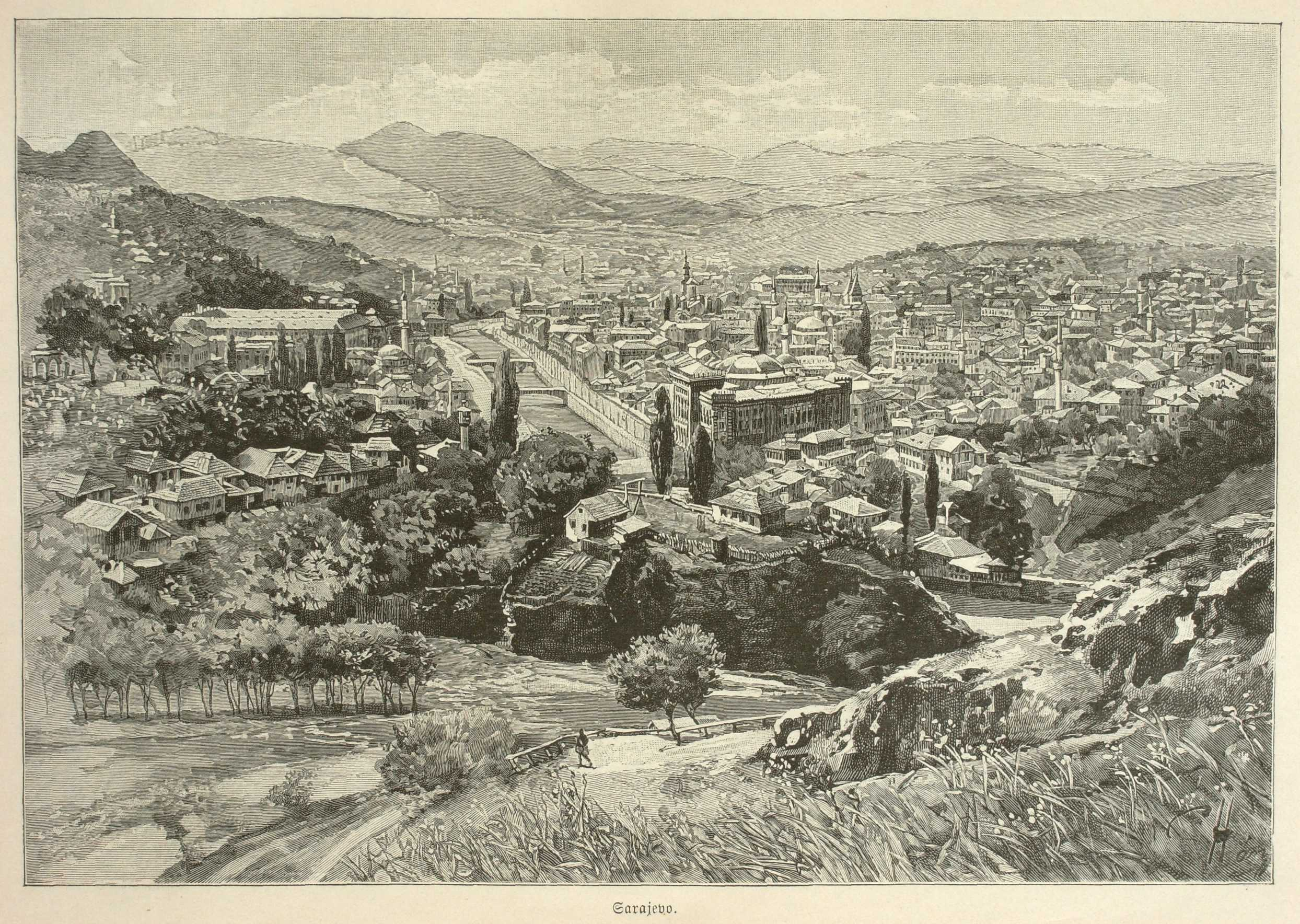
1900年的塞拉耶佛全景

### 經濟
在卡萊時期，全省的經濟發展正在有計劃進行，有加速現代化的特點在。到20世紀初時，鐵路全長已達1684公里，但主要是窄軌鐵路。在該時期，鐵礦、鎂、鹽和煤礦皆開發完成。在農業方面，奧匈把蒸汽機和電磨引入波赫，並開始了純種牛的養殖。同時，基於1858年土地法的土地使用制度仍有土耳其政府的模式存在，一些土地仍然歸屬於穆斯林貴族所有，其特權亦被保留。基於此，農民仍繼續依賴地主的發配。此外，大多數人口都居住在村莊地區，住在城市的人口僅占約波士尼亞和赫塞哥維納總人口的15%而已。

### 人口統計

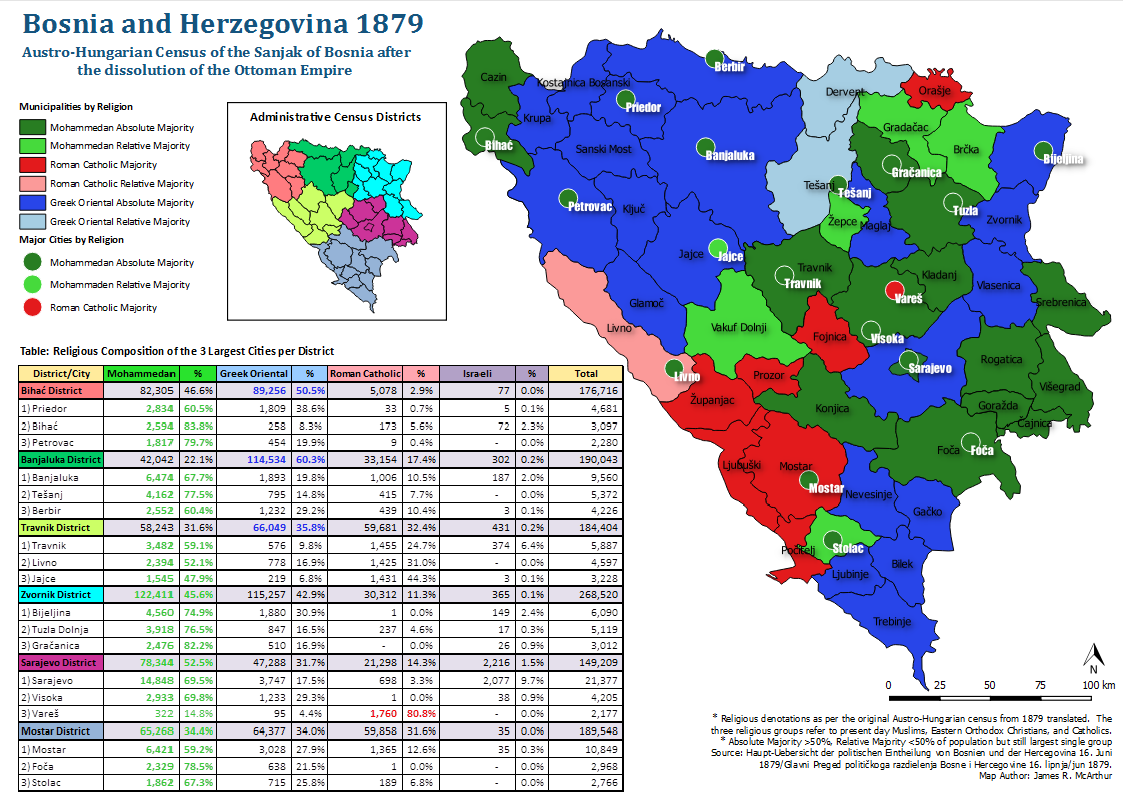
波士尼亞與赫塞哥維納於1879年的人口普查表

| 普查年分 | 穆斯林    | 穆斯林 | 東正教正統 | 東正教正統 | 天主教    | 天主教 | 猶太人   | 猶太人 | 總共        |
| 普查年分 | 人口數    | 百分比 | 人口數     | 百分比     | 人口數    | 百分比 | 人口數   | 百分比 | 總共        |
| -------- | --------- | ------ | ---------- | ---------- | --------- | ------ | -------- | ------ | ----------- |
| 1879年   | 448,613人 | 38.7%  | 496,485人  | 42.9%      | 209,391人 | 18.1%  | 3,675人  | 0.3%   | 1,158,440人 |
| 1885年   | 492,710人 | 36.9%  | 571,250人  | 42.8%      | 265,788人 | 19.9%  | 5,805人  | 0.4%   | 1,336,091人 |
| 1895年   | 548,632人 | 35.0%  | 673,246人  | 42.9%      | 334,142人 | 21.3%  | 8,213人  | 0.5%   | 1,568,092人 |
| 1910年   | 612,137人 | 32.2%  | 825,418人  | 43.5%      | 434,061人 | 22.9%  | 11,868人 | 0.6%   | 1,898,044人 |

### 民族關係的關係
奧匈帝國對波士尼亞的政策，以試圖保護波士尼亞的文化多樣性和宗教多樣性為主。1882年6月4日，奧匈帝國財政部長兼波赫首腦貝尼·卡萊（塞爾維亞-克羅埃西亞語：Bosnjastvo）所奉行的政策：是在波士尼亞與其它的強國間，灌輸波士尼雅人民一個新的歸屬感。波赫的社會被認為是「一個以波士尼亞語為主要語言，同時信仰三種宗教，並且享有平等權利的公平社會」。1861年~1869年間，鄂圖曼帝國的大維齊爾托帕爾·奧斯曼帕夏也曾有與之相同的目標。
一方面，此政治步驟正試圖將波士尼亞和赫塞哥維納與其民族主義復興的鄰國（東正教塞爾維亞、天主教克羅埃西亞和穆斯林鄂圖曼帝國）隔開來，並在波士尼亞東正教和天主教社區中，徹底消去塞爾維亞和克羅埃及亞的國家地位。另一方面，哈布斯堡王朝的統治者利用現存之民族主義思想（尤其是波士尼雅的民間傳說和象徵主義），來傳播專屬波士尼亞的愛國主義概念，其特點維效忠於哈布斯堡王朝政府，也就是奧匈帝國。由此可見，哈布斯堡王朝的政策並非反對民族主義，而是為了發展一種符合奧匈帝國主義利益的民族主義風格。這一政策最終產生了好壞參半的結果。總而言之，大多數塞爾維亞和克羅埃西亞的政客最終忽視或者反對該政策，那些政客因而失去了波士尼亞穆斯林群體的支持。與此同時，奧匈帝國官員非常積極的試圖讓波赫成為繁榮的新領地。阿爾豐斯·慕夏 (Alfons Muha) 等藝術家於1900年之巴黎國際展覽會上，展示了波士尼亞館，在那裏，他們向公眾展示了許多關於民俗學和考古學的展品。
一個統一的南斯拉夫國家（通常為假設是由獨立的塞爾維亞王國所統治）之想法，在當時為該地區流行的政治意識形態，其中包括波赫直轄省。
波赫的某些穆斯林圈子出版了名為Bošnjak（「波士尼亞人」）之報紙。該報在波赫、克羅埃西亞和塞爾維亞引發了激烈討論。該報支持卡萊的政策，而其目標為加強奧匈帝國在被占領的波赫地區的影響力。儘管卡萊的政策根本沒有被穆斯林廣泛的接受，但波士尼亞人報紙之內容仍然代表波士尼亞和赫塞哥維納的一些穆斯林的願望。
卡萊的政策最終於1896年和1899年徹底失敗，因為波士尼亞塞族人和穆斯林都開始呼籲宗教、教育自治。卡萊的計劃有一定的能力來對抗克羅埃西亞和塞爾維亞的民族勢力走向，但在1899年和1900年之後，他促進波士尼亞民族認同的政策並沒有產生顯著效果。在卡萊去世後，該政策馬上就被放棄。到1905年十，民族主義已經成為了波士尼亞政治的其中一個組成部分，與其餘三個不同宗教的民族政黨，成了主要的被選舉對象。
1878年，奧匈帝國占領波士尼亞和赫塞哥維納後不久，政府將該地區的宗教活動及機構，置於其主權之下。後來奧匈帝國當局頒布了規定，使穆斯林神職人員只需要對奧匈帝國的政府官員負責。這一決定實質上將波士尼亞穆斯林與鄂圖曼帝國和由蘇丹統治下的神職人員徹底隔離。穆斯林對於自己的新地位表示不滿，因此他們後來形成了日後的穆斯林政治反對派。該穆斯林反對派最初的要求，是要奧匈帝國達成宗教自由，但後來該派變得更強大時，他們開始尋求對鄂圖曼帝國的自治權。此外，該穆斯林反對派還尋求與在宗教和教育得到自治的塞爾維亞人聯合起來。然而，穆斯林領導層和塞爾維亞人之間懸而未決的土地關係，導致任何聯盟的組成遭到重重阻礙，就算達成了該聯盟，那也僅為戰術上的聯盟而已。後來，穆斯林領導層開始高度關注於鄂圖曼帝國對波士尼亞和赫塞哥維納的主權，以及向鄂圖曼帝國的謝赫伊斯蘭（即伊斯蘭知識份子）要求在他們的主持下，自由的進行宗教活動。
隨著卡萊在1903年去世，波士尼亞和赫塞哥維納的局勢逐漸明朗。波赫的民族運動逐漸的轉變成政黨。1906年，穆斯林人民組織成立，1907年，塞爾維亞人民組織成立，1908年，克羅埃西亞人民聯盟成立。此外另一重要的克羅埃西亞政黨是克羅埃西亞天主教聯盟，儘管實際上其人數少於克羅埃西亞民族聯盟。

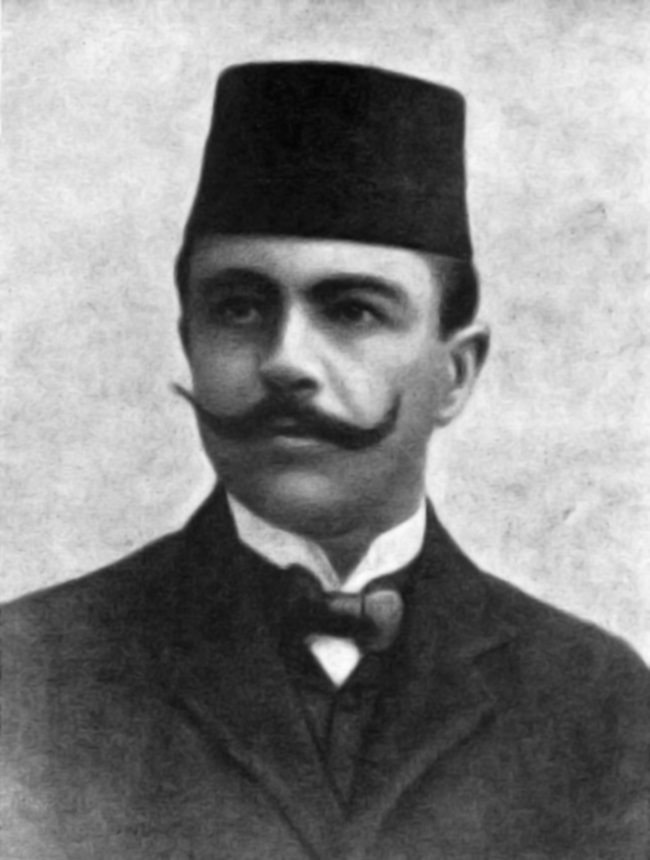
穆斯林民族組織的第一任議會主席：薩法韋·貝格·巴薩吉克

穆斯林人民組織將波赫視為鄂圖曼帝國的一部分，直到1918年奧匈帝國戰敗為止。他們認為奧匈帝國是一個被西方列強指定去控制波赫的歐洲國家。他們的主要目標是實現穆斯林宗教自由並維持與鄂圖曼帝國的聯繫。他們在1909年獲得了宗教自由。

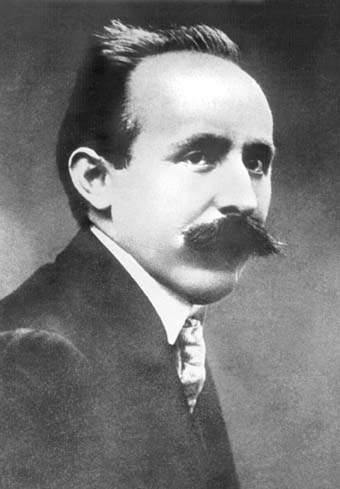
佩塔爾·科契奇：一位著名的波士尼亞籍塞爾維亞作家和政治家

一些在塞爾維亞出版的教科書或塞爾維亞語書籍被封禁。奧匈帝國政府與君士坦丁堡的東正教主教簽署了條約，將波赫的塞爾維亞東正教交給牧首控制。塞爾維亞人對於奧匈帝國對其宗教機構的控制表達強烈不滿，於是他們開始為了獲得宗教自由而鬥爭。示威在1905年以有利於他們的局面結束。在他們獲得宗教自治權後，塞爾維亞人逐漸聚集起來並形成了以報社作為掩護的四個政治團體，其中有三個在後來脫穎而出。他們包括「Srpska riječ」（塞爾維亞的承諾）、佩塔爾·科契奇的「Narod i Otadžbina」（人民和祖國）和「Dan」（一日），他們後來決定聯合起來，並組成一個政黨，從而有了後來的塞爾維亞人民組織。作為相對多數的人種，塞爾維亞人在政治立場中占有主要地位，因此他們便利用其主導權，要求波士尼亞和赫塞哥維納從鄂圖曼帝國與奧匈帝國手中獲得自治權。波赫的塞爾維亞政治團隊主要由三大派系主導。塞爾維亞公民政治的主要問題是在農業反應。塞族農民要求農業要從原有的農奴制度中解放出來。另一方面，他們打算繼續與穆斯林民族組織合作，藉以實現這一目標。聚集在科契奇周圍的《Narod i Otadžbina報》表示：塞爾維亞農民反對穆斯林農民的制度，並希望能藉此改變他們的土地立場。科契奇的組織還禁止與奧匈帝國政府進行任何合作。聚集在拉扎爾·迪米特里耶維奇(Lazar Dimitrievich)的《丹報》表示：該組織對於徹底改變土地關係表達支持，並批評塞爾維亞公民領導層對農民的漠不關心，但他們支持改變與奧匈帝國政府的土地關係。塞爾維亞民族組織的主要目標，是廢除由奧匈帝國政府所統治的波士尼亞和赫塞哥維納直轄省，並將波士尼亞和赫塞哥維納併入塞爾維亞王國。然而，他們也並不排除與奧匈帝國政府維持經濟合作。

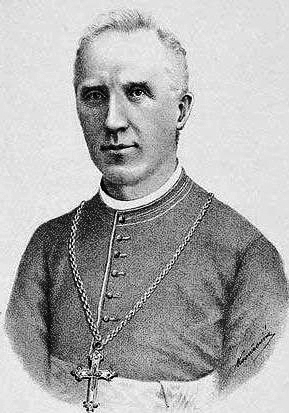
約瑟普·斯塔德勒：弗爾博斯納大主教兼克羅埃西亞天主教協會之領導人

奧匈當局為了壓制塞族的民族復興，開始限制在波士尼亞和赫塞哥維納的方濟各會活動。皇帝和羅馬教廷藉此討論在波赫重建天主教會的問題。皇帝的目標是讓波士尼亞的教會服從他在教會內的世俗權力。最終在1881年，羅馬教廷選擇讓步，條件是皇帝沒有在布拉中，明確提及奧匈帝國的權威，然而他還是這麼做了。當奧匈在波士尼亞和赫塞哥維納建立了對天主教會的世俗權力後，皇帝便在塞拉耶佛建立了大教堂，並任命約瑟普·斯塔德勒博士為大主教。在波士尼亞和赫塞哥維納被佔領前，克羅埃西亞議會曾問皇帝是否來改變波士尼亞和赫塞哥維納的局勢，以便它可以統一克羅埃西亞-斯洛維尼亞王國和達爾馬提亞王國，但是皇帝拒絕接受這個要求，並且將議會解散。奧匈之所以這麼做是因為當局早已計劃好將波士尼亞和赫塞哥維納與其鄰國克羅埃西亞和塞爾維亞徹底隔離，並阻止波士尼亞和赫塞哥維納人民的民族主義復興。當局不僅封殺克羅埃西亞和塞爾維亞的國名，還順帶封殺了任何與之有關的旗幟、紋章和民歌。任何強調波士尼亞和赫塞哥維納之克羅埃西亞人為三位一體王國之一部份的克羅埃西亞人共同利益活動，從奧匈佔領波赫一開始就被壓制，尤其是在卡萊的管理上更是如此。由於他們無法組建政黨，克羅埃西亞人組建了各種音樂社團、閱覽室、學校、經濟機構和報社。當局禁止那些社團使用「克羅埃西亞」一詞，儘管他們允許塞爾維亞社團使用「塞爾維亞」一詞。直到後來奧匈當局才允許使用「克羅埃西亞人」一詞。這項官方政策是由匈牙利所推動的，尤其是在卡萊及其繼任者斯蒂芬·布里安·馮·拉傑茨的領導下。他們的政策目標為透過加強塞爾維亞人的地位來削弱克羅埃西亞人在波士尼亞和赫塞哥維納的地位，從而降低波士尼亞和赫塞哥維納與克羅埃西亞統一的可能性。儘管當局試圖將波赫與鄰近的斯拉夫國家之影響隔離開來，但波士尼亞的克羅埃西亞人民仍然受到來自克羅埃西亞的三大政治運動：伊利里亞運動、南斯拉夫主義和克羅埃西亞民族主義的影響。

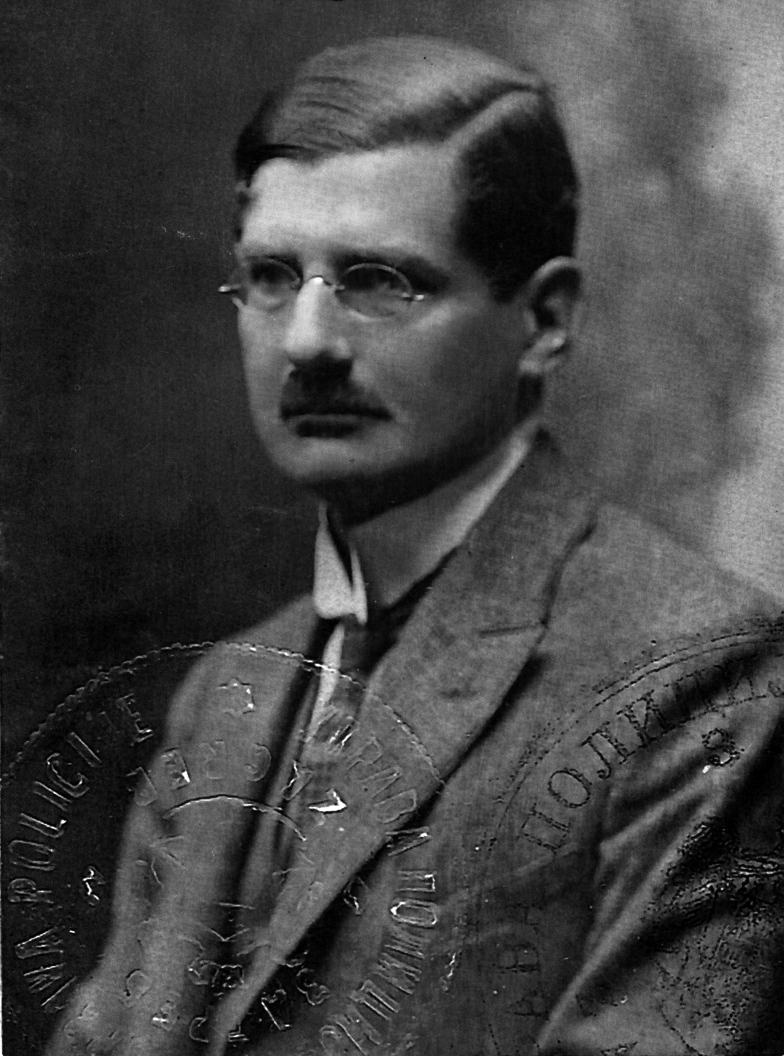
伊沃·皮拉爾：克羅埃西亞著名歷史學家、地緣政治家和克羅埃西亞民族聯盟之主要思想家

克羅埃西亞的政黨有分成兩個派系，但他們的運作模式都較為緩慢。克羅埃西亞的政治派別發生分裂的原因，是因為波士尼亞省的方濟各會和大主教辦公室，在大主教管區內的教區組織上存在著分歧。創建屬於克羅埃西亞人的政黨的的第一個倡議，為獲得方濟各會支持的克羅埃西亞知識分子。1908年，在經過一些準備後，由伊沃·皮拉爾領導的克羅埃西亞人民聯盟成立。在其計畫中，HNZ主張奧匈帝國吞併撥波赫，並與克羅埃西亞合併、統一。對於與塞爾維亞人的政策上，HNZ主張嚴格互惠，並拒絕波赫與任何其他國家統一或自治的想法。HNZ沒有任何對於社會經濟、土地改革的要求，他們還試圖與穆斯林人口保持良好的關係——這是獲得更多政治力量的唯一途徑。正因如此，他們受到了主張廢除農奴制度的HKU領導人斯塔德勒的嚴厲批評。皮拉爾認為，只有克羅埃西亞人獲得穆斯林人口的支持，HNZ的目標才能實現，同時，他批評斯塔德勒為天主教做任何形式的宣傳。皮拉爾的主要反對者：斯塔德勒認為：信奉天主教的克羅埃西亞人應接受宗教教育以外的其他方式，因此主張要將天主教徒和穆斯林之間作出隔離。跟HNZ一樣，HKU主張將波赫與其他克羅埃西亞的領土統一起來，他們還提倡基督教教義。然而與HNZ不同的是，HKU主張廢除農奴制度，因為他們與穆斯林沒有任何關係。

## 政治
1910年，波斯尼亞和黑塞哥維那的波士尼亞議會（Bosanski sabor）成立，這是一個立法機構，土地委員會（Zemaljski savjet）為主要的執行機構，並由土地總督（zemaljski poglavar）領導。出席議會的有以下代表：
- 克羅埃西亞民族聯盟（英语：Croat People's Union）
- 克羅埃西亞天主教聯盟
- 穆斯林人民組織
- 塞爾維亞人民組織

除此之外，波士尼亞還有非議會代表：
- 穆斯林進步黨
- 穆斯林民主黨
- 塞爾維亞人民獨立黨
- 波士尼亞和赫塞哥維納社會民主黨[16]

議會沒有影響行政部門的權力，因此他無法提出問題、討論議程。立法權亦依然留在奧地利和匈牙利的皇帝、政府手上，議會的立法職能僅能處裡地方問題而已。議會由92人組成，其中20人為「可參加可不參加」，他們是由教會和世俗的「高級代表」所組成，包括首席的穆夫提、瓦庫夫·梅里夫總督及最受尊敬的穆夫提，也包括塞拉耶佛和莫斯塔爾的穆夫提、四名塞爾維亞東正教主教、一名都主教、塞爾維亞東正教理事會副主席，羅馬天主教大主教，方濟各會的兩個省，塞法迪猶太人拉比、最高法院主席、塞拉耶佛律師協會主席、塞拉耶佛市長和塞拉耶佛貿易和工藝學院主席。在當選的72名代表中，16名是天主教徒，24名是穆斯林，31名是東正教徒，1名則委任給猶太人，任期最長5年。選民無法召回其代表。議會議長及其副議長是由皇帝所任命。選舉是以教廷制度的基礎上舉行的：公民根據他們的宗教信仰被分為三個宗教派別，每個派別都以社會群體來區分——城市、農村、大地主或者知識分子。議會中的副主席是按國家與信仰的比例所提供的。
除了議會以外，1910年憲法將政府委員會和區域（Kotar）委員會等機構引入波赫政治體系中。政府委員會的職能包括與議會與其他當局之間的溝通。Kotarskie Vechas是地方自治政府的選舉機構，也是根據波赫人口的信仰比例選舉、產生的，但其權限被嚴格限於地方方面，並且主要以經濟問題為主，社會和政治問題上則無從涉及。

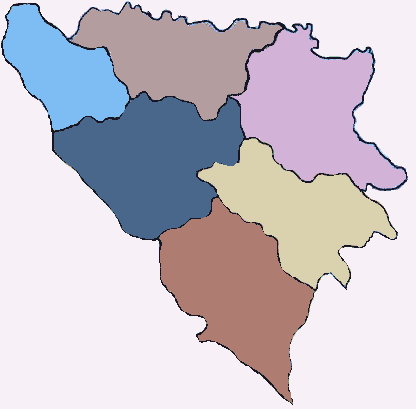
波赫直轄省之行政區劃圖
巴尼亞盧卡區
比哈奇區
莫斯塔爾區
塞拉耶佛區
特拉夫尼克區
圖茲拉區

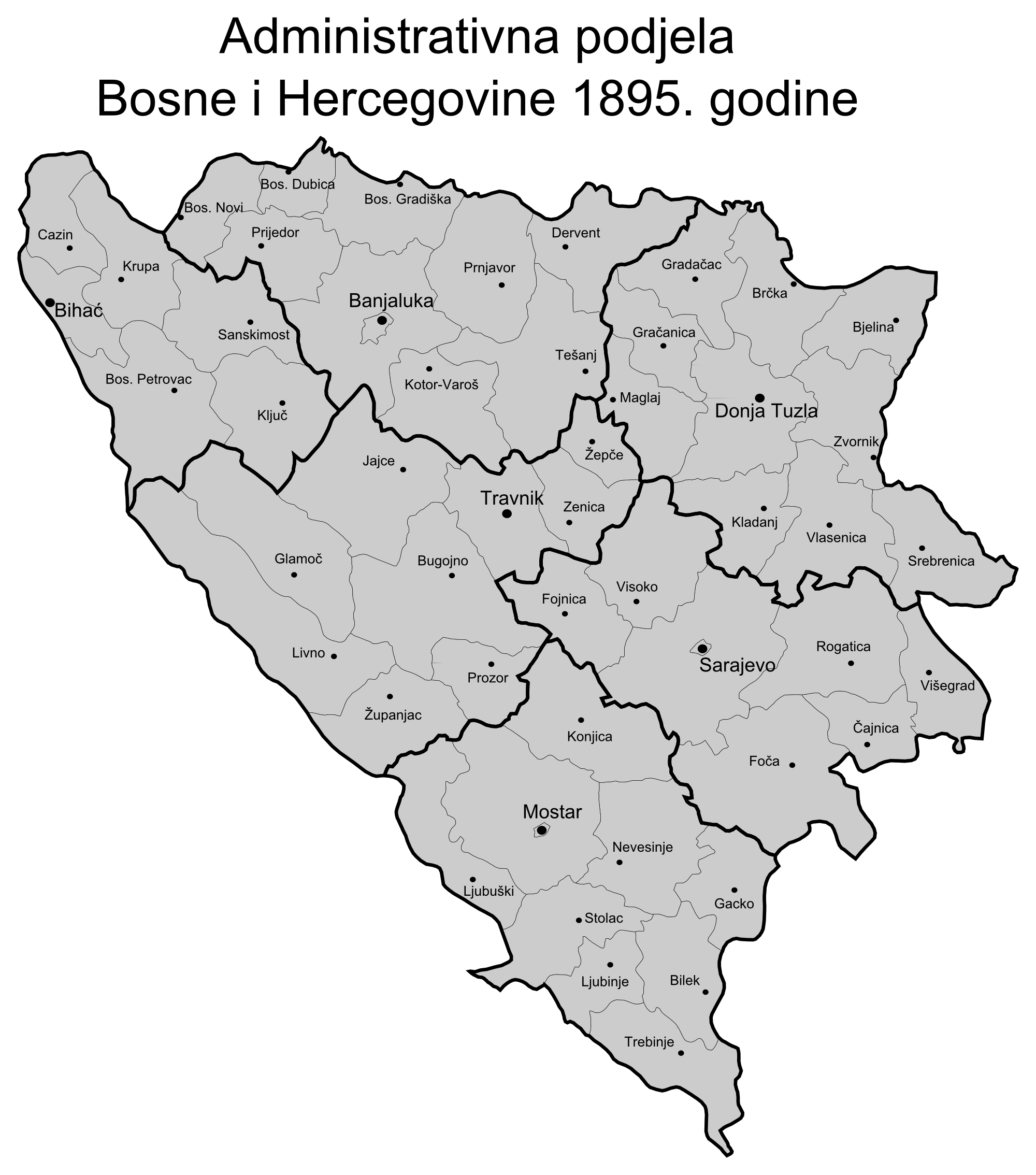
波赫直轄省之行政區劃細節圖

### 統治者
| 任數   | 肖像 | 姓名 (出生–死亡)                          | 任期           | 任期           | 種族         |
| ------ | ---- | ----------------------------------------- | -------------- | -------------- | ------------ |
| 第一任 |      | 約西普·菲利波維奇 (1818年~1889年)         | 1878年7月13日  | 1878年11月18日 | 克羅埃西亞人 |
| 第二任 |      | 威廉·馮·符騰堡 (1828年~1896年)            | 1878年11月18日 | 1881年4月6日   | 德國人       |
| 第三任 |      | 赫爾曼·達倫·馮·奧爾拉伯格 (1828年~1887年) | 1881年4月6日   | 1882年8月9日   | 德國人       |
| 第四任 |      | 約翰·馮·阿佩爾 (1826年~1906年)            | 1882年8月9日   | 1903年12月8日  | 德國人       |
| 第五任 |      | 歐根·馮·阿爾博里 (1838年~1915年)          | 1903年12月8日  | 1907年6月25日  | 德國人       |
| 第六任 |      | 安東·馮·溫佐 (1844年~1910年)              | 1907年6月30日  | 1909年3月7日   | 德國人       |
| 第七任 |      | 馬里揚·瓦雷沙寧 (1847年~1917年)           | 1909年3月7日   | 1911年5月10日  | 克羅埃西亞人 |
| 第八任 |      | 奧斯卡·波蒂奧雷克 (1853年~1933年)         | 1911年5月10日  | 1914年12月22日 | 斯洛維尼亞人 |
| 第九任 |      | 斯捷潘·薩爾科蒂奇 (1858年~1939年)         | 1914年12月22日 | 1918年11月3日  | 克羅埃西亞人 |

## 宗教
奧匈帝國皇帝可以依據與羅馬教廷、普世牧首和伊斯蘭酋長的協議，任命、罷免任何一位宗教領袖，並控制波士尼亞境內的任何宗教機構。
如果波士尼亞所有民族社區之社會政治或文化精英的主要代表在1878年以前都是神職人員的話，那麼在他們效忠奧匈帝國，並且將資產階級、自由主義逐漸滲透進去之後，他們精神傳導的作用便會下降，因此，不少官員、教師都紛紛開始佔據行政、教育機構之職位。在這期間，穆斯林及東正教的神職人員都遭到驅逐，相反地，天主教成為了波士尼亞的國教。
奧地利對波士尼亞與赫塞哥維納的佔領，導致了波士尼亞天主教會發生了重大改革。1881年，隸屬天主教的塞拉耶佛總教區、巴尼亞盧卡教區、莫斯塔爾-杜夫諾教區創立。1884年，位於塞拉耶佛的聖心主教座堂開始建造，他於1889年竣工。為了支持這項改革，奧匈帝國還實施增加波士尼亞和赫塞哥維納天主教人口的政策。到了1914年，大約有20個殖民地是由為天主教定居者所建立，主要來自德國和加利西亞。有180000~200000人被重新安置，這在與大量穆斯林人口離開的期間尤其明顯（大概有140000人離開）。然漸漸地，奧匈當局逐漸對方濟各會失去信心，因為他們採取的行動相當獨立。因此在奧匈結束與梵蒂岡的協約後，他們失去了自己的優勢地位，即他們對波士尼亞天主教的專有權。後來，新任命的大主教施泰德 (Stadler) ——他曾為一名耶穌會成員，於1882年6月14日抵達塞拉耶佛，並一直上任到1918年去世為止。他採取了一些措施，將東正教和穆斯林人口試圖轉變為天主教。天主教神職人員與耶穌會和\、方濟各會聯合起來，奉行削弱民族意識的策略，尤其是信奉天主教的塞爾維亞人。
奧匈當局為了對東正教牧師的活動進行特別控制，開設了一門旨在消除教區學校和小學教育之普遍世俗化的課程。在奧匈1880年與君士坦丁堡牧首區達成協議之後，皇帝獲得任命該地區東正教大主教的權力。作為對這些措施之回應，住在波赫地區的東正教居民紛紛發起爭取承認教會學校之自治權，以及在學校以西里爾字母來教導兒童的權力之抗爭——這在1905年是便得以實現了。
奧匈帝國當局試圖將該直轄省的穆斯林人口與鄂圖曼帝國的影響徹底隔離開來。為了實現這個目標，法蘭茨·約瑟夫皇帝任命他的門生：穆斯塔法·奧梅羅維奇，為波赫直轄省之穆斯林神職人員的領袖。除此之外，該地區的所有穆斯林宗教機構皆得以保留。在1909年，他們獲得了教會學校的辦學自主權。

### 註解
1. ↑  波士尼亞被佔領後，波士尼亞語成為波赫的官方語言。
2. ↑  塞爾維亞-克羅埃西亞語於1907年被採納為波士尼亞和赫塞哥維納的官方語言，取代波士尼亞語。

### 书目
- Džaja, Srećko M. . Oldenbourg Wissenschaftsverlag. 1994. ISBN 3-486-56079-4 （德语）.
- Bataković, Dušan T. . Dialogue Association. 1996  [2021-07-17]. ISBN 9782911527104. （原始内容存档于2019-12-24）.
- Krišto, Jure. . PILAR - Croatian Journal of Social Sciences and Humanities (Croatian History Institute). November 2006, I (2): 57–68  [2021-07-17]. ISSN 1846-3010. （原始内容存档于2021-08-05）.
- Rothenberg, Gunther E. . Purdue University Press. 1976. ISBN 978-1-55753-145-2.
- Zovko, Ljubomir. . University of Mostar（英语：University of Mostar）. 2007. ISBN 978-9958-9271-2-6 （克罗地亚语）.
- Oršolić, Tado.  (PDF). Radovi / Institute for Historical Sciences in Zadar (Croatian Academy of Sciences and Arts). June 2000, (42): 287–308  [2011-01-13]. ISSN 1330-0474. （原始内容存档于2021-04-30） （克罗地亚语）.
- Velikonja, Mitja. . Texas A&M University Press. 2003: 130. ISBN 1-58544-226-7.
- Europa Publications (编). . 2003  [2021-07-17]. ISBN 978-1-85743-186-5. （原始内容存档于2021-07-17）.
- Sugar, Peter F. . University of Washington Press. 1963: 201. ISBN 978-0295738147.
- Ramet, Sabrina P. . . LIT Verlag Münster. 2008. ISBN 978-3-03735-912-9.
- Hajdarpasic, Edin. . Cornell University Press. 2015  [2021-07-17]. ISBN 978-0801453717. （原始内容存档于2021-08-18）.
- Banac, Ivo. . Cornell University Press. 1988. ISBN 0-8014-9493-1.
- Okey, Robert. . . New York University Press. 1992. ISBN 1-85521-089-4.
- Holbach, Maude M. . J. Lane. 1910.

## 外部連結
- Oršolić, Tado. . Radovi / Institute for historical sciences in Zadar. 1999-12-01  [2012-09-09]. （原始内容存档于2012-10-30） （克罗地亚语）.
- .   [2014-04-17]. （原始内容存档于2014-03-06） （英语）.